# Clara Ycart
Clara Ycart née le 10 janvier 1999 à Matadepera, est une joueuse de hockey sur gazon espagnole. Elle évolue au poste de défenseure au CD Terrassa, et avec l'équipe nationale espagnole.
Elle a participé aux Jeux olympiques d'été de 2020.

## Carrière

### Championnat d'Europe
- : 2019[5]

### Jeux olympiques
- Top 8 : 2020

### Hockey Series
- : 2018-2019[6]